# Venyegyikt Vasziljevics Jerofejev
Venyegyikt Vasziljevics Jerofejev (oroszul: Венеди́кт Васи́льевич Ерофе́ев), (Nyiva-3 vízerőmű telep, Kandalaksa, Murmanszki terület, 1938. október 24. – Moszkva, 1990. május 11.), „Venyicska”, orosz író, szamizdat-szerző.

## Életrajza
Az Északi-sarkkörön túl született, a Murmanszki területen, egy vízerőmű telepen, Kandalaksa város külterületén (bár az anyakönyvi kivonaton születési helyeként szülei hivatalos lakhelyét, a Karéliai Csupát jegyezték be).
Hatodik gyermekként jött a világra. Édesanyja háztartásbeli, Anna Andrejevna Guscsina (–1972). Apja, Vaszilij Vasziljevics Jerofejev (1900–1956), állomásfőnök, egykori politikai elítélt (1945–1951), akit szovjetellenes propagandáért ítéltek lágerfogságra.
Gyermekkora nagy részét Kirovszkban (Murmanszki terület, Kandalaskától 70 km-re) töltötte egy gyermekotthonban. Jerofejevet kora ifjúságától kezdve vonzotta az irodalom. 17 évesen kezdte írni – sokáig elveszettnek hitt, s csak az ezredforduló táján publikált – az Egy pszichopata feljegyzései (Записки психопата) c. művét.
Kiváló tanuló volt, 17 évesen a Moszkvai Állami Egyetem bölcsészkarára iratkozott (1955–57), majd több másik város tanárképzőjében is megfordult, de mindenünnen eltanácsolták. Korán kezdett inni, az alkoholizmusból merített ihletet műveihez, s ugyanakkor a züllés útjára sodorta, tönkretette az életét.
Sokáig bejelentett lakhely (propiszka) nélkül létezett, ami a Szovjetunióba automatikusan társadalmon kívüliséget eredményezett. 1957-től kezdve segédmunkás, rakodó, éjjeliőr stb., gyakran váltogatta munkahelyeit, ill. oktatási intézményeit. 1963–73 között kábelfektetőként a Szovjetunió különféle településein dolgozott, majd korrektor, alkalmi munkás stb., a hatalmas ország számos távol eső vidékét megismerte.
Első házasságát csak 1966-ban született fia (Venyegyikt Venyegyiktovics Jerofejev) világra jövetele után kötötte, Valentyina Vasziljevna Zimakovával (1942–2000).
Második feleségével 1974-ben ismerkedett meg, Galina Pavlovna Noszovával 1976-ban kötöttek házasságot. Jerofejev hivatalosan ennek nyomán kapott letelepedési engedélyt Moszkvában.
1987-ben Moszkvában megkeresztelkedett: katolikus lett (ami meglehetősen ritka jelenség a pravoszláv Oroszországban).
1985-ben gégerákot diagnosztizáltak nála, egy operációt követően élete végéig csak gégemikrofonnal tudott beszélni. 52 éves korában, egy moszkvai onkológiai klinikán hunyt el. A kuncevói temetőben helyezték végső nyugalomra. Második felesége az író halála után 3 évvel öngyilkos lett.
Jerofejev műveit még életében, a szovjet időkben tucatnyi, összességében pedig több mint 30 nyelvre fordították le. Pavel Pavlikovszkij 1989–90-ben dokumentumfilmet forgatott róla (Moszkvából–Petuskiba címmel, From Moscow to Pietushki).

## Alkotásai
1970-ben fejezte be a Moszkva–Petuskit, ami utóbb a világhírt is elhozta neki. A kisregény (műfaji megjelölése szerint „poéma”) egy groteszk-szürrealista utazás – képletesen az emberi lélek és természet mélyére, cselekményét tekintve egy lerészegedésbe fúló vasúti kiruccanás leírása. Egyfajta társadalmi szatíraként is olvasható: a mű tele van kulturális-irodalmi utalásokkal, a korabeli szovjet lózungok parodisztikus átértelmezésével, egykorú politikai események sajátos kommentárjaival.
A szamizdatban terjedő mű először egy izraeli folyóiratban jelent meg 1973-ban, a Szovjetunióban csak 1988-ban adták közre (cenzúrázva), csonkítatlan kiadására 1989-ben került sor.

## Művei
Műveinek felsorolása (orosz nyelven).

### Magyarul
- Walpugis-éj avagy a kormányzó léptei (dráma);[2] ford. Baka István; in: Nagyvilág, 1990/október
- Vaszilij Rozanov – egy különc szemével; ford. Kiss Ilona; is: Se apák, se fiúk. Poszt szovjet dekameron; Osiris–2000 Bp., 1995 (Arany-Közép-Európa)
- Moszkva – Petuski; ford. Vári Erzsébet; JAK–Jelenkor, Bp.–Pécs, 1994 (Műfordító füzetek), ISBN 963777078X
- Moszkva – Petuski; ford. Vári Erzsébet; 2. jav. kiad.; Jelenkor, Pécs, 1999, ISBN 9636761760
- Moszkva – Petuski; ford. Vári Erzsébet; Jelenkor, Pécs, 2010; ISBN 9789636764791
- Moszkva – Petuski; ford. Vári Erzsébet; 4. jav. kiad.; Helikon, Bp., 2018 ISBN 978-963-479-154-6

### Idézetek
- – Szibériában különben is csak négerek élnek, senki más. Élelmiszert nem szállítanak oda, nincs mit inniuk, az evésről már nem is beszélve. Csak évente egyszer visznek nekik hímzett törülközőket Zsitomirból, és a négerek azokra akasztják föl magukat […]

– Miféle négerek vannak Szibériában? Tegyük fel, hogy maga volt Szibériában. De az Államokban járt már?
– Jártam bizony, de egy darab négert sem láttam! (Pavlova alsó – Nazarejovo fejezet)
- – Hát akkor figyelj. A Szfinx van itt előtted. És nem enged be téged abba a városba.

– Hát miért nem enged be? Mi van ott Petuskiban? Talán dögvész? […]
– Egy feltétellel beeresztlek: ha megfejtesz öt feladványt. […]
– Amikor a hetedik amerikai flotta hadihajói kikötöttek Petuski hajóállomásán, párttag leányzók ugyan nem voltak jelen, de ha a komszomolkákat párttagoknak tekintjük, akkor minden harmadik lány szőke volt közülük. A hetedik amerikai flotta indulásakor a következő derült ki: minden harmadik komszomolkát megerőszakolták, minden negyedik lányról, akit megerőszakoltak, kiderült, hogy komszomolka, minden ötödik megerőszakolt komszomolka szőke volt, és végül minden megerőszakolt szőke lány a Komszomol soraiból került ki. Ha Petuskiban összesen 428 leányzó van, találd ki, hány párton kívüli barna hajú lány maradt érintetlen közülük? (105. kilométer – Pokrov fejezet)

## Fordítás
- Ez a szócikk részben vagy egészben  a(z)   Ерофеев, Венедикт Васильевич című orosz Wikipédia-szócikk fordításán alapul.  Az eredeti cikk szerkesztőit annak laptörténete sorolja fel. Ez a jelzés csupán a megfogalmazás eredetét és a szerzői jogokat jelzi, nem szolgál a cikkben szereplő információk forrásmegjelöléseként.